# Anthidium rubrozonatum
Anthidium rubrozonatum är en biart som beskrevs av Pasteels 1984. Anthidium rubrozonatum ingår i släktet ullbin, och familjen buksamlarbin. Inga underarter finns listade i Catalogue of Life.